# Azoth

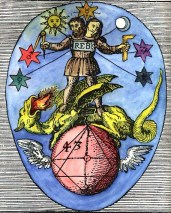
Azoth-Abb. in Basilius Valentinus Werk Azoth ou le moyen de faire l’Or caché des Philosophes, Paris 1659

Azoth ist im Weltbild der Alchemisten die Vorstufe zum sagenhaften Stein der Weisen beziehungsweise die von der Materie gelöste rein geistige Substanz, aus der man den Stein der Weisen auskristallisieren will.
Der französische Okkultist Éliphas Lévi nannte die Weltseele Azoth, wobei er sie sich in Art einer Äthersubstanz vorstellte. Azoth soll seiner Meinung nach polar sein und trennte sie in Od und Ob, ein positives und ein negatives Licht (wobei die Begriffe Azoth, Licht und Gott bei Lévi oft gleichwertig sind), welches man durch entsprechende magische Akte beeinflussen können soll. In seinen Studien über den Tarot und die Kabbala ordnete Lévi Azoth der Tarotkarte die Welt und dem hebräischen Buchstaben Taw zu und bezeichnete Azoth als Namen des verwirklichten Gottes.